# آیین برف‌چال
آیین برف چال یکی از آیین‌های سنتی و منحصر به فرد منطقه آب اسک شهرستان آمل استان مازندران در ارتباط با ذخیره آب است.

## زمان و علت برگزاری
این مراسم هر ساله در تاریخ پانزدهم اردیبهشت و در روز جمعه، در منطقه آب اسک شهرستان آمل برگزار می‌شود. این مراسم به منظور تأمین آب دام‌های منطقه برگزار می‌شود. در این مراسم، بعد از ذوب شدن آخرین برف‌های زمستانی، برف‌ها در چاه‌های عمیق قرار می‌گیرند تا به عنوان منبع آب برای دام‌های منطقه استفاده شوند. وظیفه جمع‌آوری و منتقل کردن برف‌ها به چاه‌های عمیق بر عهده مردان روستای آب اسک می‌باشد و زنان در آن روز بر روستا حکمرانی می‌کنند و هیچ مردی حق ورود به آن روستا را ندارند.

## قدمت این مراسم
برف چال ریشه تاریخی و مذهبی دارد و پیشینه این مراسم به دوره آل بویه، در طبرستان، بازمی‌گردد. برگزاری این مراسم حدود ۶۰۰ سال پیش، توسط امامزاده «سیدحسن ولی» از نوادگان امام دوم شیعیان، حسن ابن علی آغاز شده است.